# Smith Newell Penfield
Smith Newell Penfield (* 4. April 1837 in Oberlin, Ohio; † 7. Januar 1920 in New York City) war ein US-amerikanischer Komponist.

## Leben
Penfield studierte am Oberlin College und in New York, danach in Leipzig bei Ignaz Moscheles, Carl Reinecke, Ernst Friedrich Richter und Moritz Hauptmann. Er wirkte als Musiklehrer in Rochester und gründete den Mozart Klub und das Konservatorium in Savannah. 1885 wurde er Präsident der The Music Teachers National Association.

## Werke
Er komponierte eine Vertonung des 18. Psalms, eine Ouvertüre, ein Streichquintett, Orgel- und Klavierstücke, Chorwerke und Lieder.